# Ludmiła Pietruszewska
Ludmiła Stefanowna Pietruszewska (Людмила Стефановна Петрушевская; ur. 26 maja 1938 w Moskwie) – rosyjska prozaiczka, dramaturg, poetka, scenarzystka i piosenkarka.

## Życiorys
Urodziła się 26 maja 1938 w Moskwie, ZSRR, w rodzinie urzędnika. Jest wnuczką lingwisty Nikołaja Fieofanowicza Jakowlewa, znanego z działań w celu likwidacji analfabetyzmu w początkowych latach istnienia Związku Radzieckiego. W czasie II wojny światowej mieszkała u krewnych, pewien czas spędziła w domu dziecka pod Ufą.
Po wojnie powróciła do Moskwy, gdzie w 1968 ukończyła studia na Uniwersytecie Moskiewskim im. M. Łomonosowa na wydziale dziennikarstwa. Pracowała w radiu i w telewizji jako korespondent i redaktor.
Karierę pisarską zaczęła w drugiej połowie lat 60., za czasów studenckich, pisząc wiersze i scenariusze na wieczorki studenckie. Pierwsze opowiadanie Takaja diewoczka napisała w 1968, ale opublikowała dopiero 20 lat później. Pierwszym opublikowanym utworem autorki było opowiadanie Czeriez pola (Через поля), które ukazało się w 1972 w czasopiśmie „Awrora” („Аврора”). Do 1987 publikowała tylko pojedyncze opowiadania w różnych czasopismach. Dopiero w 1988 ukazał się pierwszy jej zbiór Biessmiertnaja lubow.
Jej pierwsze dramaty były wystawiane przez niezależne teatry: Uroki muzyki przez teatr-studio Moskworieczje (Москворечье) i teatr-studio ŁGU (ЛГУ), oraz Chinzao przez lwowski teatr Gaudeamus (Гаудеамус), ale szybko schodziły z afiszy. Dopiero w latach 80. sztuki na podstawie jej dramatów były wystawiane na deskach znanych teatrów: Lubow przez Teatr na Tagance, Kwartira Kołombiny przez teatr Sowriemiennik i Moskowskij chor przez Moskiewski Akademicki Teatr Artystyczny.
Przez pewien okres pisarka nie mogła publikować i wystawiać swoich utworów o „ciemnej stronie życia”, dlatego w tym czasie powstało wiele dzieł o charakterze humorystycznym: żartobliwe dramaty (Andante, Kwartira Kołombiny), dramaty dialogowe (Stakan wody, Izolirowannyj boks) i monodram (Piesni XX wieka).
Ludmiła Pietruszewska jest laureatką wielu prestiżowych nagród w świecie literatury rosyjskiej: nagrody czasopism „Nowyj mir” (1995), „Oktiabr” (1993, 1996, 2000), „Znamia” (1996) i „Zwiezda” (1999); nagroda „Triumf” (2002); Państwowa Nagroda Federacji Rosyjskiej (2002) i Nagroda Literacka im. M. Gogola. Otrzymała również nagrodę World Fantasy za zbiór opowiadań fantasy.
Autorka w swoich utworach opisuje życie w małych przeludnionych mieszkaniach. Jej bohaterowie są zagonieni i zmęczeni życiem. Szczególne miejsce w jej prozie zajmują kobiety, których losy, w sposób encyklopedyczny, są przedstawione od czasów młodości aż po starość.
Ludmiła Pietruszewska mieszka i pracuje w Moskwie.

## Twórczość[1]

### Powieści
- 1992 – Jest noc (Время ночь) – w Polsce wydana w 2012 przez Wydawnictwo Czarne (tłum. Jerzy Czech)
- 2004 – Numer Jeden albo W ogrodach innych wariantów (Номер Один, или В садах других возможностей) – w Polsce wydana w 2010 przez wydawnictwo Świat Książki (tłum. Jerzy Czech)
- 2009 – Istorii iz mojej sobstwiennoj żyzni (Истории из моей собственной жизни) – powieść autobiograficzna

### Dramaty
Uwaga: rok przed tytułem świadczy o dacie publikacji, nie powstania czy wystawienia na deskach teatru.
- 1975 – Dwa okoszka. Pjesa-skazka (Два окошка. Пьеса-сказка)
- 1979 – Lubow (Любовь) – jednoaktówka.
- 1983 – Tri diewuszki w gołubom (Три девушки в голубом)
- 1983 – Stakan wody (Стакан воды)
- 1983 – Uroki muzyki (Уроки музыки) – napisana w 1973, wydana 10 lat później.
- 1985 – Kwartira Kołombiny (Квартира Коломбины)
- Izolirowannyj boks (Изолированный бокс)
- Piesni XX wieka (Песни XX века)
- Andante (Анданте)
- Cinzano (Чинзано)
- Moskowskij chor (Московский хор)
- Tiomnaja komnata (Тёмная комната)
- Opiat dwadcat piat (Опять двадцать пять)
- Jedu w sad (Еду в сад)
- Syraja noga, ili Wstriecza druziej (Сырая нога, или Встреча друзей)
- Piewiec piewica (Певец певица)
- Bifiem (Бифем)
- Czemodan czepuchi, ili Bystro choroszo nie bywajet (Чемодан чепухи, или Быстро хорошо не бывает)
- Zołotaja boginia (Золотая богиня)
- Czto diełat! (Что делать!)
- Mużskaja zona (Мужская зона)
- Sceny iz otprawlenija Mozarta (Сцены из отравления Моцарта)
- Ave Maria, mamoczka (Аве Мария, мамочка)

### Cykle
- 1984 – Puski biatyje (Пуськи бятые) – cykl bajek
- 1990 – Piesni wostocznych sławian (Песни восточных славян)

### Bajki
- 1993 – Skazki, rasskazannyje dietiam (Сказки, рассказанные детям)
- 1996 – Kukolnyj roman (Кукольный роман)
- 2002 – Porosionok Piotr i maszyna (Поросёнок Пётр и машина)
- 2002 – Porosionok Piotr i magazin (Поросёнок Пётр и магазин)
- 2002 – Porosionok Piotr jediet w gosti (Поросёнок Пётр едет в гости)
- 2008 – Kniga princess (Книга принцесс) – zbiór bajek
- 2008 – Pogranicznyje skazki pro kotiat (Пограничные сказки про котят) – zbiór bajek
- Żył-był budilnik (Жил-был будильник)
- Nu, mama, nu! (Ну, мама, ну!)
- Malenkaja wołszebnica (Маленькая волшебница)
- Dikije żywotnyje skazki (Дикие животные сказки) – zbiór bajek
- Morskije pomojnyje rasskazy (Морские помойные рассказы) – zbiór bajek

### Zbiory opowiadań
- 2008 – Czornaja baboczka (Чёрная бабочка)
- 2009 – Dwa carstwa (Два царства)
- Biessmiertnaja lubow (Бессмертная любовь)